# Вереси (зупинний пункт)
Вереси — пасажирська зупинна платформа Коростенської дирекції Південно-Західної залізниці, на лінії Житомир — Коростишів. Розташована неподалік села Вереси, від назви якого власне платформа й здобула назву.
Зупинна платформа розташована між зупинною платформою Світин, відстань до якої становить 4 км та зупинною платформою Гадзинка, розташованою за 4 км.
Зупинна платформа виникла 1964 року на новопрокладеній залізниці Житомир - Коростишів, яку було збудовано у зв'язку із відкриттям 1946 року родовища бурого вугілля поблизу Коростишева. Ділянка, на якій розташована зупинна платформа, на сьогодні малозавантажена. Лише чотири дні на тиждень лінією курсує одна пара дизель-поїзда.

## Розклад
Розклад руху приміських поїздів